# Halbmarathon-Weltmeisterschaften 1997
Die 6. Halbmarathon-Weltmeisterschaften (offiziell IAAF World Half Marathon Championships) fanden am 4. Oktober 1997 in der slowakischen Stadt Košice statt. Sie wurde auf der Strecke des Internationalen Friedensmarathons ausgetragen.
Das Männerrennen produzierte bei günstigen äußeren Bedingungen einige herausragende Leistungen. Der Sieger Shem Kororia aus Kenia unterbot mit 59:56 min als erst dritter Mensch in der Geschichte die Ein-Stunden-Marke auf der Halbmarathondistanz und blieb nur neun Sekunden über dem damaligen Weltrekord. Auch der Weltrekordinhaber Moses Tanui auf Platz zwei erreichte das Ziel mit 59:58 min noch unter einer Stunde. Nie zuvor war dies gleich zwei Läufern im selben Rennen gelungen. Mit einer Zeit von exakt 60 Minuten machte Kenneth Cheruiyot den kenianischen Dreifachtriumph perfekt. Folgerichtig gewann Kenia überlegen die Mannschaftswertung (Addition der Zeiten der drei schnellsten Läufer eines Landes) vor Südafrika und Äthiopien.
Bei den Frauen siegte Tegla Loroupe aus Kenia souverän in Meisterschaftsrekordzeit von 1:08:14 h. Bereits nach 10 Kilometern konnte ihr nur noch ihre gefährlichste Konkurrentin, die Weltrekordhalterin Elana Meyer aus Südafrika, folgen. Kurze Zeit später musste diese jedoch das Rennen aufgeben, so dass Loroupe ungefährdet den Sieg holte. Auf den Plätzen zwei und drei folgten mit deutlichem Abstand die Rumäninnen Cristina Pomacu und Lidia Șimon. Der Mannschaftstitel ging zum fünften Mal in Folge an Rumänien, Silber und Bronze an Kenia und Japan.

## Ergebnisse

### Männer

#### Einzelwertung
| Platz | Athlet            | Land | Zeit (min/h) |
| ----- | ----------------- | ---- | ------------ |
| 1     | Shem Kororia      | KEN  | 059:56       |
| 2     | Moses Tanui       | KEN  | 059:58       |
| 3     | Kenneth Cheruiyot | KEN  | 1:00:00      |
| 4     | Hendrick Ramaala  | RSA  | 1:00:07      |
| 5     | Mohammed Mourhit  | BEL  | 1:00:18      |
| 6     | Gert Thys         | RSA  | 1:00:23      |
| 7     | Abraham Addefa    | ETH  | 1:00:52      |
| 8     | Luis Jesus        | POR  | 1:00:56      |

Von 144 gemeldeten Athleten gingen 143 an den Start und erreichten 138 das Ziel.
Teilnehmer aus deutschsprachigen Ländern: Platz 12: Michael Fietz  GER, 1:01:18 h; Platz 13: Stéphane Schweickhardt  SUI, 1:01:26 h; Platz 54: Viktor Röthlin  SUI, 1:03:29 h; Platz 56: Jens Karraß  GER, 1:03:39 h; Platz 67: Rainer Huth  GER, 1:04:34 h; Platz 79: Hansjörg Brücker  SUI, 1:04:59 h; Platz 86: Markus Gerber  SUI, 1:05:29 h.
In den offiziellen Ergebnislisten stehen Jens Karraß und Rainer Huth andersherum aufgelistet, dies liegt daran, dass der Bundestrainer die Startnummern den Läufern falsch zugeteilt hat und dies nie korrigiert wurde.

#### Teamwertung
| Platz | Land und Athleten                                                      | Zeit (h)                        |
| ----- | ---------------------------------------------------------------------- | ------------------------------- |
| 1     | Kenia Shem Kororia (1.) Moses Tanui (2.) Kenneth Cheruiyot (3.)        | 2:59:54 059:56 059:58 1:00:00   |
| 2     | Südafrika Hendrick Ramaala (4.) Gert Thys (6.) Makhosonke Fika (42.)   | 3:03:34 1:00:07 1:00:23 1:03:04 |
| 3     | Äthiopien Abraham Assefa (7.) Lemma Alemayehu (11.) Tesfaye Tola (18.) | 3:03:46 1:00:52 1:01:17 1:01:37 |

Insgesamt wurden 31 Teams gewertet. Deutschland belegte Platz 11 in 3:09:31 h, die Schweiz Platz 13 in 3:09:54 h.

### Frauen

#### Einzelwertung
| Platz | Athletin            | Land | Zeit (h) |
| ----- | ------------------- | ---- | -------- |
| 1     | Tegla Loroupe       | KEN  | 1:08:14  |
| 2     | Cristina Pomacu     | ROU  | 1:08:43  |
| 3     | Lidia Șimon         | ROU  | 1:09:05  |
| 4     | Joyce Chepchumba    | KEN  | 1:09:07  |
| 5     | Nuța Olaru          | ROU  | 1:09:52  |
| 6     | Katrin Dörre-Heinig | GER  | 1:09:56  |
| 7     | Ljudmila Petrowa    | RUS  | 1:10:02  |
| 8     | Rocío Ríos          | ESP  | 1:10:06  |

Von 84 gemeldeten Athletinnen gingen 83 an den Start und erreichten 77 das Ziel.

Weitere Teilnehmerinnen aus deutschsprachigen Ländern: Platz 16: Petra Wassiluk  GER, 1:11:03 h; Platz 18: Iris Biba  GER, 1:11:17 h; Platz 34: Ursula Jeitziner  SUI, 1:13:10 h; DNF: Christina Mai  GER.

#### Teamwertung
| Platz | Land und Athletinnen                                                | Zeit (h)                        |
| ----- | ------------------------------------------------------------------- | ------------------------------- |
| 1     | Rumänien Cristina Pomacu (2.) Lidia Șimon (3.) Nuța Olaru (5.)      | 3:27:40 1:08:43 1:09:05 1:09:52 |
| 2     | Kenia Tegla Loroupe (1.) Joyce Chepchumba (4.) Delilah Asiago (11.) | 3:27:57 1:08:14 1:09:07 1:10:36 |
| 3     | Japan Mari Sotani (9.) Noriko Geji (12.) Hiromi Katayama (13.)      | 3:31:38 1:10:13 1:10:37 1:10:48 |

Insgesamt wurden 14 Teams gewertet. Deutschland belegte Platz 5 in 3:32:16 h.